# Raie spectrale
Pour les articles homonymes, voir Raie (homonymie).

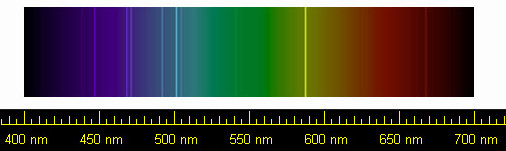
Raies du spectre de l'hélium dans le domaine visible.

Une raie spectrale est une ligne sombre ou lumineuse dans un spectre électromagnétique autrement uniforme et continu.
Les raies spectrales sont le résultat de l'interaction entre un système quantique (généralement des atomes, mais parfois aussi des molécules ou des noyaux atomiques) et le rayonnement électromagnétique.

## Historique

Raies de Fraunhofer sur un spectre continu avec leur notation alphabétique et les longueurs d'onde correspondantes.

La raie spectrale est un phénomène qui demeura insoupçonné jusqu'aux premières études réalisées avec les prismes sur la décomposition de la lumière. La première observation d'une raie spectrale est celle de la raie d'émission du sodium, effectuée par Thomas Melvill en 1752. À l'aide d'un prisme, il observe la lumière de sels chauffés par une flamme et découvre une raie intense, jaune.
La découverte des raies d'absorption remonte au XIXe siècle, en 1802, lorsque William Hyde Wollaston dans ses recherches sur les prismes, observe des raies noires dans le spectre habituellement continu de lumière décomposée. Ces raies ont pour particularité de ne pas changer de position quel que soit le prisme et son matériau. Joseph von Fraunhofer utilise cette observation pour mettre au point une manière de mesurer les longueurs d'onde en prenant ces raies comme référence. Gustav Robert Kirchhoff développe ainsi un système de références, utilisant les raies les plus visibles dans le spectre solaire et les numérotant. Ces raies de références sont par la suite utilisées pour calibrer des instruments de mesure et de spectroscopie.
Alors que Fraunhofer établit la mesure de la longueur d'onde de quelques-unes des raies spectrales, c'est Anders Jonas Ångström qui détermine les longueurs d'onde de près d'un millier de raies d'absorption à l'aide de réseaux de diffraction en 1869, supplantant le système des raies de Fraunhofer et de la numérotation de Kirchhoff jusqu'en 1890.

## Spectroscopie

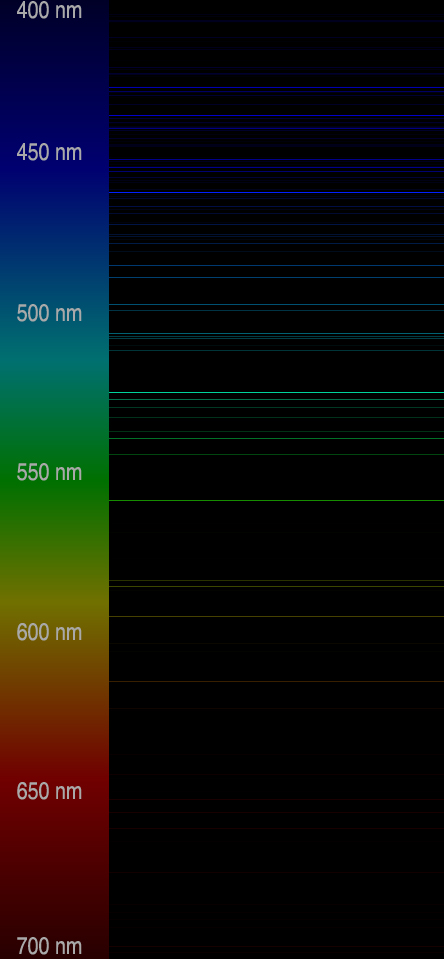
Raies spectrales d'émission du césium.

D'abord nommée analyse spectrale, l'étude des raies et des longueurs d'onde d'un spectre devient progressivement la « spectroscopie » dans les années 1880.

## Description du phénomène
Dans un système quantique, l'énergie ne peut pas prendre des valeurs arbitraires : seuls certains niveaux énergétiques bien précis sont possibles. On dit que l'énergie du système est quantifiée.
Les changements d'état correspondent donc eux aussi à des valeurs bien précises d'énergie marquant la différence d'énergie entre le niveau final et le niveau d'origine.
Si l'énergie du système diminue d'une quantité {\displaystyle \Delta E}, un quantum de rayonnement électromagnétique, appelé photon, sera émis à la fréquence {\displaystyle \nu } (nu) donnée par la relation de Planck-Einstein : {\displaystyle \Delta E=h\nu } où {\displaystyle h} est la constante de Planck.
Inversement, si le système absorbe un photon de fréquence {\displaystyle \nu }, son énergie augmente d'une quantité {\displaystyle h\nu }.
Comme l'énergie du système est quantifiée, il en est de même pour la fréquence des photons émis ou absorbés par le système. Ceci explique que le spectre d'un système quantique est constitué d'un ensemble de raies discrètes plutôt que d'un spectre continu où toutes les fréquences sont présentes en quantité variable.
Un gaz chaud se refroidit en émettant des photons ; le spectre observé est donc constitué d'un ensemble de raies lumineuses sur un fond sombre. On parle alors de raies d'émission (exemple ci-contre). Inversement, si le gaz est froid mais éclairé par une source continue, le gaz absorbe des photons et le spectre est constitué par un ensemble de raies sombres sur un fond lumineux : on parle alors de raies d'absorption.
Les raies d'absorption et d'émission sont fortement spécifiques à chaque substance, et peuvent être employées pour identifier facilement la composition chimique de n'importe quel milieu capable de laisser passer la lumière (généralement, il s'agit de gaz). Elles dépendent également des conditions physiques du gaz, ainsi elles sont largement répandues pour déterminer la composition chimique des étoiles et d'autres corps célestes qui ne peuvent pas être analysés par d'autres moyens, aussi bien que leurs états physiques.
D'autres mécanismes que l'interaction atome-photon peuvent produire des raies spectrales. Selon l'interaction physique exacte (avec des molécules, des particules simples, etc.) la fréquence des photons impliqués change considérablement, et on peut observer des raies dans tout le spectre électromagnétique : des ondes radio aux rayons gamma.
En pratique, les raies n'ont pas une fréquence parfaitement déterminée mais s'étalent sur une bande de fréquence. Les raisons de cet élargissement sont multiples :
- ėlargissement naturel : le principe d'incertitude temps-énergie relie la durée de vie {\displaystyle \tau } d'un état excité et l'indétermination de son niveau d'énergie. Autrement dit, plus la durée de vie par émission spontanée est courte, moins l'énergie échangée est bien définie. Il en résulte une distribution aléatoire de l'énergie, donc de la fréquence, de forme lorentzienne, et de largeur en fréquence {\displaystyle \Gamma =2\pi /\tau }. Cette largeur naturelle est petite (typiquement 10-50 MHz pour les transitions optiques usuelles), et est difficile à observer car dominée par les autres sources d'élargissement ;
- élargissement Doppler : l'effet Doppler provoque un décalage vers le rouge ou vers le bleu du rayonnement selon que la source s'éloigne ou se rapproche de l'observateur. Dans un gaz, toutes les particules sont en mouvement dans toutes les directions, ce qui provoque un élargissement des raies spectrales. Comme la vitesse des particules augmente avec la température, plus la température du gaz est élevée, plus les différences de vitesse sont grandes, et plus les raies sont larges. Cet effet est typiquement 100 fois plus intense que l'élargissement naturel (de l'ordre du GHz) ;
- élargissement collisionnel : la collision entre particules (atomes ou molécules) modifie légèrement leurs niveaux énergétiques, d'où l'élargissement des raies. La grandeur de cet effet dépend de la densité du gaz, et donc de la pression ;
- élargissement par effet Stark, qui est la modification des états électroniques sous l'action d'un champ électrique se traduisant par l'éclatement et le décalage de raies spectrales en plusieurs composantes. La valeur énergétique de ce décalage s'appelle le décalage Stark (Stark shift). C'est un effet analogue à l'effet Zeeman (modification des états électroniques par application d'un champ magnétique). L'effet Stark est, entre autres, responsable de l'élargissement des raies spectrales par des particules chargées[réf. souhaitée].

## Exemples
- Hydrogène : 656,3 nm (456,791 THz, Hα) et 486,1 nm (616,730 THz, Hβ), toutes deux dans la série de Balmer.
- Oxygène doublement ionisé : 500,7 nm (598,746 THz) et 495,9 nm.
- Triplet du magnésium (magnésium neutre) : 518,4 nm, 517,3 nm et 516,7 nm.
- Mercure : 404,7 nm (740,777 THz) ; 435,8 nm (687,912 THz) ;  546,1 nm (548,969 THz) ; 577 nm (519,570 THz) et 579,1 nm (517,586 THz).
- Doublet du sodium (jaune) : 589 nm (508,985 THz) et 589,6 nm (508,467 THz).
- Doublet H et K du calcium (violet) : 393,3 nm et 396,9 nm
- triplet du calcium (triplet infrarouge de Ca II) : 849,8, 854,2 et 866,2 nm.

Les lampes à décharge produisent les raies d'émission du gaz utilisé.